# Alida van der Anker-Doedens
Alida van der Anker-Doedens (née le 28 juillet 1922 et morte le 1er avril 2014) est une kayakiste néerlandaise. Elle participe aux Jeux olympiques de 1948 à Londres où elle remporte la médaille d'argent dans l'épreuve du K-1 500 m. Quatre ans plus tard, aux Jeux olympiques 1952 d'Helsinki, elle se classe quatrième.

## Palmarès

### Jeux olympiques
- Jeux olympiques de 1948 à Londres,  Royaume-Uni
  -  Médaille d'argent